# Euchloe olympia
Euchloe olympia é uma borboleta da família Pieridae. A sua área de habitat localiza-se no sul do Canadá e no centro-oeste, e estende-se até ao sudoeste dos Estados Unidos.